# UFC 146
UFC 146: dos Santos vs. Mir（ユーエフシー・ワンフォーティシックス：ドス・サントス・バーサス・ミア）は、アメリカ合衆国の総合格闘技団体「UFC」の大会の一つ。2012年5月26日、ネバダ州ラスベガスのMGMグランド・ガーデン・アリーナで開催された。

## 大会概要
本大会はUFC史上初となるメインカード5試合全てがヘビー級で組まれた。
メインイベントの世界ヘビー級タイトルマッチでジュニオール・ドス・サントスと対戦予定であったアリスター・オーフレイムがドーピング検査でテストステロンの陽性反応を示したため、ネバダ州アスレチック・コミッションの裁定を待たず同選手の欠場が決定し、ケイン・ヴェラスケスと対戦予定だったフランク・ミアが代役としてタイトルマッチを行うこととなった 。
メインイベントのカード変更に伴い、ロイ・ネルソンと対戦予定だったアントニオ・シウバがヴェラスケスと、シェーン・デルロサリオと対戦予定だったガブリエル・ゴンザーガがネルソンと対戦することとなり、ロザリオの対戦相手としてスティーペ・ミオシッチの参戦が新たに決定した。
さらに、ステファン・ストルーフェと対戦予定であったマーク・ハントとネルソンと対戦することとなったゴンザーガの負傷欠場により、ハントの代役としてラバー・ジョンソン、ゴンザーガの代役としデイブ・ハーマンの参戦が決定した。
また、プレリミナリーカードではエジソン・バルボーザ対エヴァン・ダナムが予定されていたが、ダナムの負傷欠場によりジェイミー・ヴァーナーがバルボーザと対戦することとなった。
キャリア11戦全勝のシェーン・デルロサリオがUFCデビュー。

## 試合結果

### アーリープレリム
第1試合 フェザー級ワンマッチ 5分3R
○  マイク・トーマス・ブラウン vs.  ダニエル・ピネダ ×
3R終了 判定3-0（29-28、29-28、29-28）
第2試合 ライトヘビー級ワンマッチ 5分3R
○  グローバー・テイシェイラ vs.  カイル・キングスバリー ×
1R 1:53 肩固め
第3試合 ライト級ワンマッチ 5分3R
○  ポール・サス vs.  ジェイコブ・ヴォルクマン ×
1R 1:54 三角絞め

### プレリミナリーカード
第4試合 ウェルター級ワンマッチ 5分3R
○  ダン・ハーディー vs.  ドゥエイン・ラドウィック ×
1R 3:51 KO（グラウンドの肘打ち）
第5試合 ミドル級ワンマッチ 5分3R
○  CB・ダラウェイ vs.  ジェイソン・"メイヘム"・ミラー ×
3R終了 判定3-0（29-28、30-26、29-28）
第6試合 ライト級ワンマッチ 5分3R
○  ジェイミー・ヴァーナー vs.  エジソン・バルボーザ ×
1R 3:23 TKO（右ストレート→パウンド）
第7試合 フェザー級ワンマッチ 5分3R
○  ダレン・エルキンス vs.  ディエゴ・ブランダオン ×
3R終了 判定3-0（29-28、29-28、29-28）

### メインカード
第8試合 ヘビー級ワンマッチ 5分3R
○  ステファン・ストルーフェ vs.  ラバー・ジョンソン ×
1R 1:05 腕ひしぎ十字固め
第9試合 ヘビー級ワンマッチ 5分3R
○  スタイプ・ミオシッチ vs.  シェーン・デルロサリオ ×
2R 3:14 TKO（グラウンドの肘打ち）
第10試合 ヘビー級ワンマッチ 5分3R
○  ロイ・ネルソン vs.  デイブ・ハーマン ×
1R 0:51 KO（右フック）
第11試合 ヘビー級ワンマッチ 5分3R
○  ケイン・ヴェラスケス vs.  アントニオ・シウバ ×
1R 3:36 TKO（パウンド）
第12試合 UFC世界ヘビー級タイトルマッチ 5分5R
○  ジュニオール・ドス・サントス vs.  フランク・ミア ×
2R 3:04 TKO（パウンド）
※ドス・サントスが初防衛に成功。

### 各賞
ファイト・オブ・ザ・ナイト： 該当者なし
ノックアウト・オブ・ザ・ナイト： ロイ・ネルソン、ダン・ハーディー
サブミッション・オブ・ザ・ナイト： ステファン・ストルーフェ、ポール・サス
各選手にはボーナスとして70,000ドルが支給された。